# Liste der Biografien/Pow
Liste der Biografien |
Portal Biografien |
Personensuche
# |
A |
B |
C |
D |
E |
F |
G |
H |
I |
J |
K |
L |
M |
N |
O |
P |
Q |
R |
S |
T |
U |
V |
W |
X |
Y |
Z |
?
 
Pa |
Pc |
Pe |
Pf |
Ph |
Pi |
Pj |
Pk |
Pl |
Pm |
Pn |
Po |
Pr |
Ps |
Pt |
Pu |
Pv |
Pw |
Py
 
Poa |
Pob |
Poc |
Pod |
Poe |
Pof |
Pog |
Poh |
Poi |
Poj |
Pok |
Pol |
Pom |
Pon |
Poo |
Pop |
Por |
Pos |
Pot |
Pou |
Pov |
Pow |
Pox |
Poy |
Poz
Die Liste der Biografien führt alle Personen auf, die in der deutschsprachigen Wikipedia einen Artikel haben. Dieses ist eine Teilliste mit 279 Einträgen von Personen, deren Namen mit den Buchstaben „Pow“ beginnt.

## Pow
- Pow, Luca (* 2005), britischer Tennisspieler aus England
- Pow, Rebecca (* 1960), britische Politikerin der Tories
- Pow, Robert (1883–1958), kanadischer Curler und Politiker

### Powa
- Powalla, Günter (1919–2019), deutscher Unternehmer und Mäzen
- Powarnizyn, Alexander Wassiljewitsch (* 1994), russischer Biathlet
- Powarnizyn, Rudolf (* 1962), ukrainischer Hochspringer
- Powarowa, Kira Borissowna (* 1933), sowjetisch-russische Materialwissenschaftlerin und Hochschullehrerin
- Powarzyński, Jakub (* 2002), polnischer Handballspieler
- Powathil, Joseph (1930–2023), indischer syro-malabarischer Geistlicher, Erzbischof von Changanacherry

### Powc
- Powch, Olessja (* 1987), ukrainische Sprinterin

### Powd
- Powderly, Terence Vincent (1849–1924), US-amerikanischer Gewerkschafter
- Powdermaker, Hortense (1896–1970), US-amerikanische Anthropologin

### Powe
- Powe, Darroll (* 1985), kanadischer Eishockeyspieler

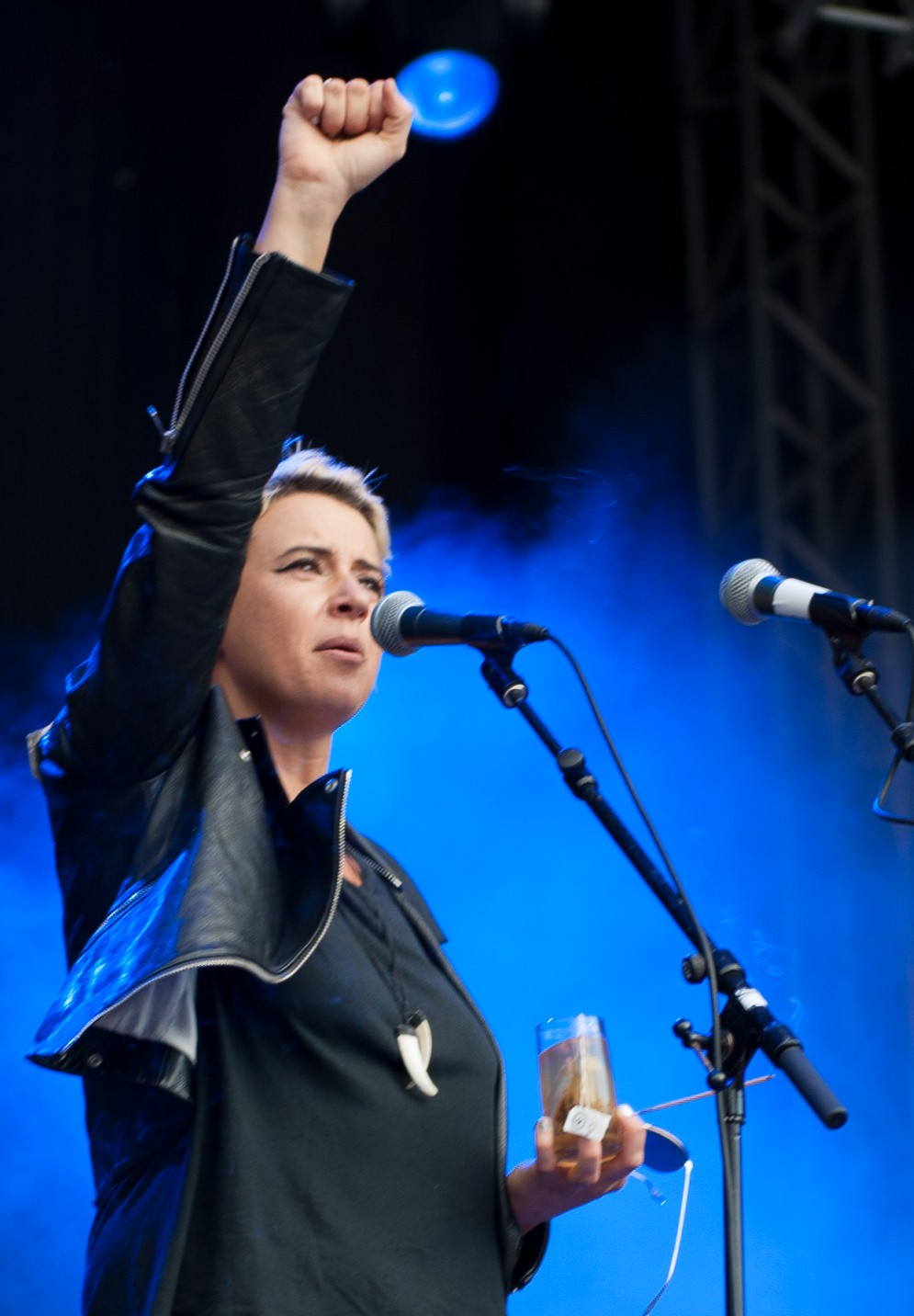
Cat Power (* 1972)

- Powe, Leon (* 1984), US-amerikanischer Basketballspieler
- Powell Jobs, Laurene (* 1963), US-amerikanische UnternehmerinLaurene Powell Jobs (* 1963)

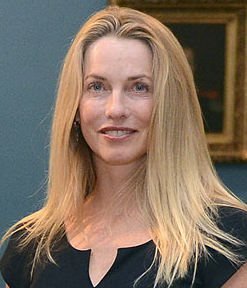
Laurene Powell Jobs (* 1963)

- Powell, Adam Clayton junior (1908–1972), US-amerikanischer Politiker
- Powell, Addison (1921–2010), US-amerikanischer Schauspieler
- Powell, Albert Michael (* 1937), US-amerikanischer Botaniker und Pflanzensammler
- Powell, Alfred H. (1781–1831), US-amerikanischer Politiker
- Powell, Alice (* 1993), britische Automobilrennfahrerin
- Powell, Alvas (* 1994), jamaikanischer Fußballspieler
- Powell, Andrew, britischer Schauspieler
- Powell, Andrew (* 1949), britischer Musiker, Produzent und Komponist
- Powell, Andy (* 1950), britischer Rockmusiker (Gitarre)
- Powell, Andy (* 1981), walisischer Rugby-Union-Spieler
- Powell, Anthony (1905–2000), britischer Schriftsteller und Literaturkritiker
- Powell, Anthony (1935–2021), britischer Kostümdesigner
- Powell, Anthony (* 1943), britischer Grafiker, Bühnenbildner und Fernsehmoderator
- Powell, Asafa (* 1982), jamaikanischer LeichtathletAsafa Powell (* 1982)

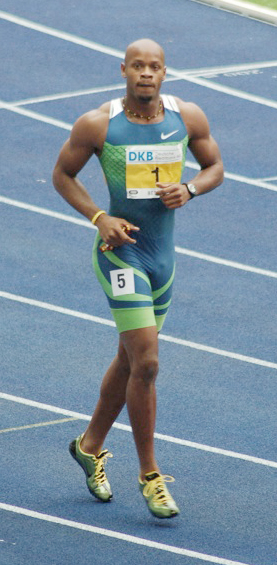
Asafa Powell (* 1982)

- Powell, Benny (1930–2010), US-amerikanischer Jazz-Posaunist
- Powell, Beverly E. (1912–2011), US-amerikanischer Offizier, Generalleutnant der US-Army
- Powell, Billy (1952–2009), US-amerikanischer Musiker
- Powell, Brittney (* 1972), deutsch-amerikanische Schauspielerin
- Powell, Bud (1924–1966), US-amerikanischer Jazz-Pianist
- Powell, Caroline (* 1973), neuseeländische Vielseitigkeitsreiterin
- Powell, Casey (* 1976), US-amerikanischer Lacrosse-Spieler
- Powell, Cecil (1903–1969), englischer Physiker
- Powell, Chantz (* 1998), US-amerikanischer Trompeter, Schauspieler, Stepptänzer und Produzent
- Powell, Charles (* 1941), britischer Diplomat, Politiker und Geschäftsmann
- Powell, Chris (* 1969), englischer Fußballspieler und -trainer
- Powell, Colin (1937–2021), US-amerikanischer Offizier und Politiker, Außenminister der USA (2001–2005)
- Powell, Cozy (1947–1998), britischer Rockmusiker, SchlagzeugerCozy Powell (1947–1998)

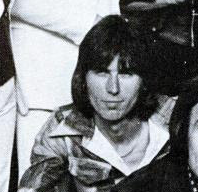
Cozy Powell (1947–1998)

- Powell, Cuthbert (1775–1849), US-amerikanischer Politiker
- Powell, Dana (* 1974), US-amerikanische Schauspielerin
- Powell, Darren (* 1972), englischer Fußballspieler und -trainer
- Powell, Darryl (* 1971), jamaikanischer Fußballspieler
- Powell, David (* 1991), australischer Tischtennisspieler
- Powell, Dick (1904–1963), US-amerikanischer Schauspieler
- Powell, Dina (* 1973), US-amerikanische Bankmanagerin, CEO der Goldman-Sachs-Investitionsgesellschaft für ethische Projekte und Präsidentin der Goldman-Sachs-Stiftung
- Powell, Dirk (* 1969), US-amerikanischer Fiddle-, Banjo- und Akkordeonspieler, Musikpädagoge und Komponist
- Powell, Donna (* 1968), australische Badmintonspielerin
- Powell, Drew (* 1976), US-amerikanischer Schauspieler
- Powell, Dwight (* 1991), kanadischer Basketballspieler
- Powell, E. Henry (1839–1911), US-amerikanischer Anwalt und Politiker, State Auditor von Vermont
- Powell, Earl Alexander III (* 1943), US-amerikanischer Kunsthistoriker
- Powell, Edward Alexander (1879–1957), US-amerikanischer Kriegsberichterstatter und Schriftsteller
- Powell, Eleanor (1912–1982), US-amerikanische Tänzerin, Sängerin und Schauspielerin
- Powell, Eline (* 1990), belgische Fernseh- und Filmschauspielerin
- Powell, Ella (* 2000), walisische Fußballspielerin
- Powell, Enoch (1912–1998), britischer PolitikerEnoch Powell (1912–1998)

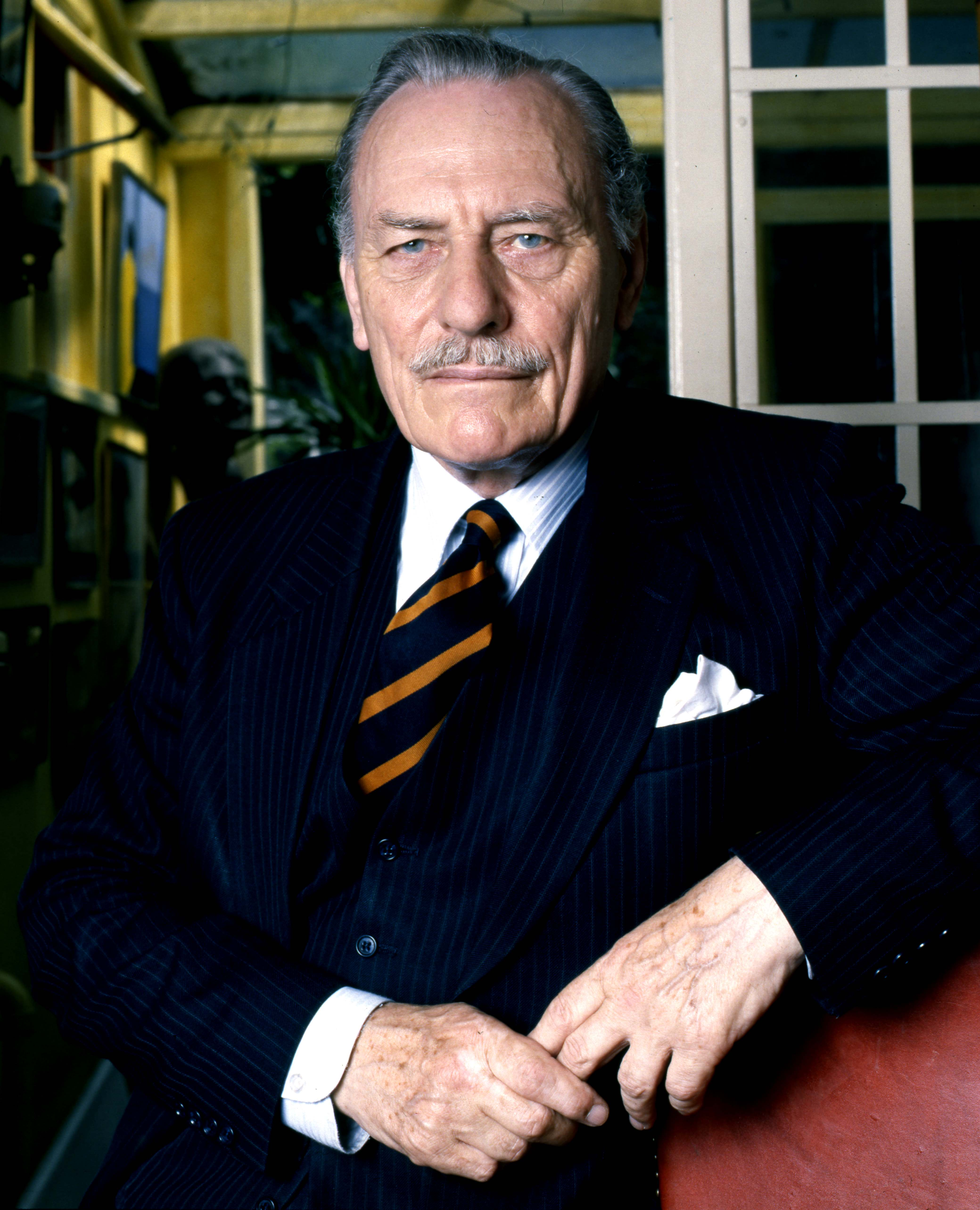
Enoch Powell (1912–1998)

- Powell, Eric (* 1975), US-amerikanischer Comickünstler
- Powell, Eric Walter (1886–1933), englischer Hochschullehrer, Ruderer und Künstler
- Powell, Ernie (* 1912), US-amerikanischer Jazz-Musiker (Tenor- und Altsaxophon, auch Klarinette)
- Powell, Frank (1883–1946), walisischer Fußballspieler
- Powell, Frederick Thomas († 1859), britischer Marineoffizier und Kartograph der britisch-indischen Marine
- Powell, Frederick York (1850–1904), britischer Historiker
- Powell, G. Bingham, Jr. (* 1942), US-amerikanischer Politikwissenschaftler und Hochschullehrer
- Powell, Gary (* 1969), britischer Schlagzeuger
- Powell, George (1794–1824), britischer Robbenjäger und Polarforscher
- Powell, Glen (* 1988), US-amerikanischer Schauspieler, Filmproduzent und DrehbuchautorGlen Powell (* 1988)

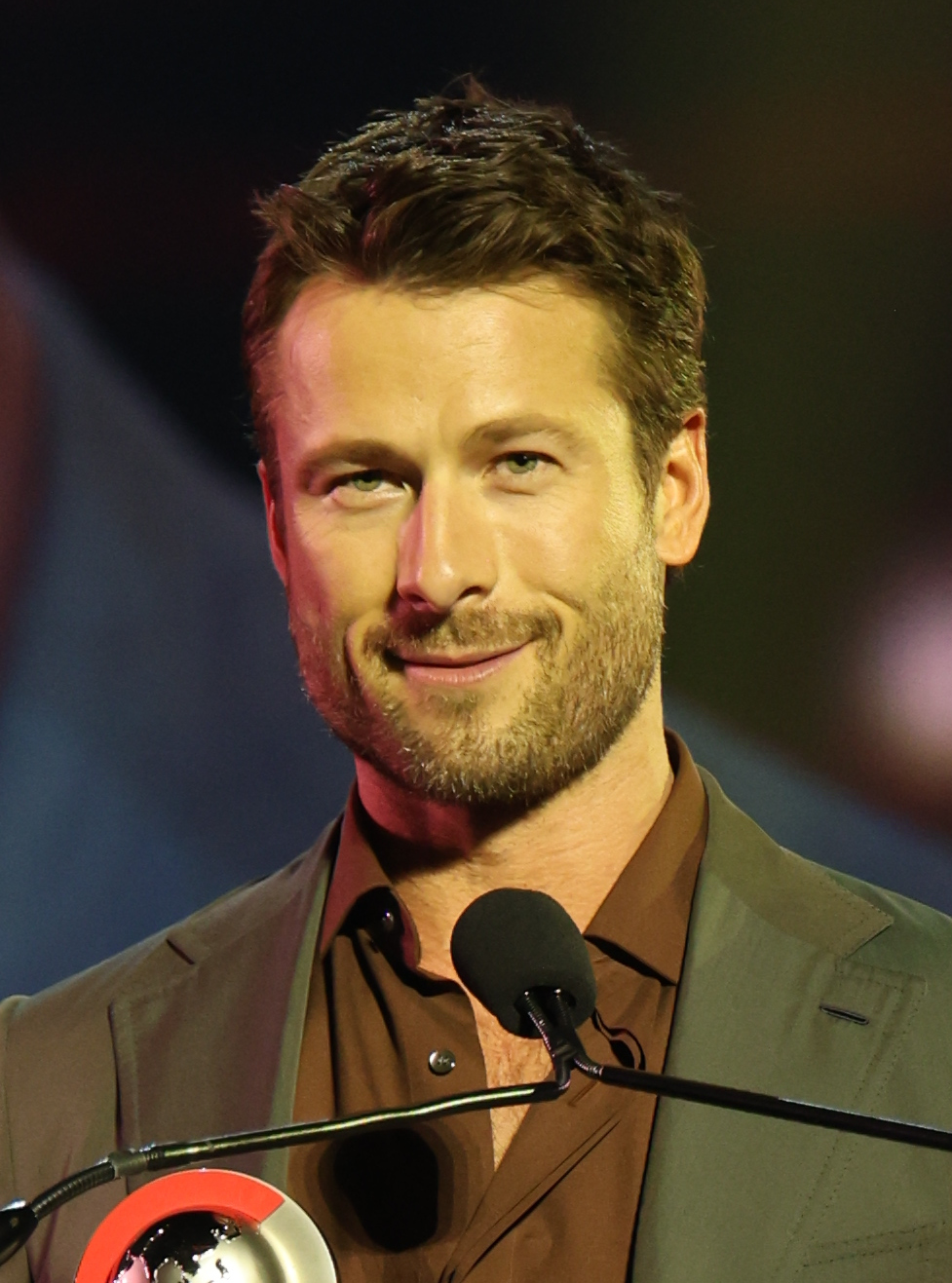
Glen Powell (* 1988)

- Powell, Hayden (* 1983), britischer Jazzmusiker (Trompete und Komposition)
- Powell, Herbert B. (1903–1998), US-amerikanischer Offizier, General der United States Army und Diplomat
- Powell, Hope (* 1966), englische Fußballspielerin und -trainerin
- Powell, Isaac Cole (* 1994), US-amerikanischer Schauspieler
- Powell, Israel Wood (1836–1915), britischer Arzt, Politiker, Indian superintendent, Unternehmer in British Columbia
- Powell, James M. (1930–2011), US-amerikanischer Historiker
- Powell, Jane (1929–2021), US-amerikanische Filmschauspielerin
- Powell, Jeff (* 1976), kanadischer Ruderer
- Powell, Jenny (* 1968), britische Hörfunk- und Fernsehmoderatorin
- Powell, Jerome (* 1953), US-amerikanischer Jurist und FinanzbeamterJerome Powell (* 1953)

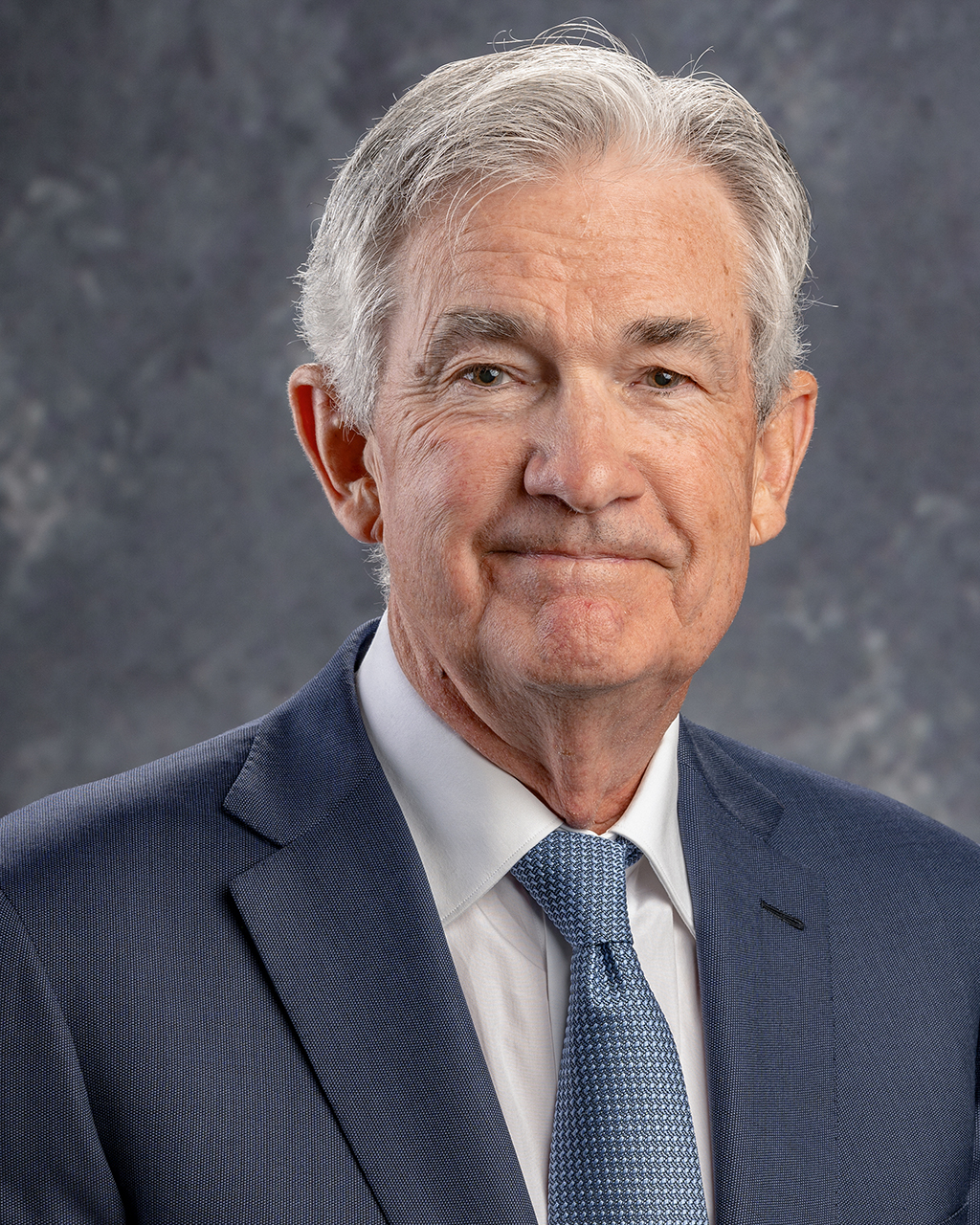
Jerome Powell (* 1953)

- Powell, Jesse (1924–1982), US-amerikanischer Jazzmusiker
- Powell, Jevaughn (* 2000), jamaikanischer Sprinter
- Powell, Jody (1943–2009), US-amerikanischer Politiker
- Powell, John (1809–1881), kanadischer Politiker, der 5
- Powell, John (1882–1963), US-amerikanischer Pianist und Komponist
- Powell, John (1910–1982), britischer Mittelstreckenläufer
- Powell, John (1947–2022), US-amerikanischer Leichtathlet
- Powell, John (* 1963), britischer Filmmusikkomponist
- Powell, John (* 1966), walisischer Fußballspieler
- Powell, John Wesley (1834–1902), US-amerikanischer Forscher
- Powell, Jonathan (* 1982), US-amerikanischer Jazzmusiker (Trompete)
- Powell, Joseph (1828–1904), US-amerikanischer Politiker
- Powell, Josh (* 1983), US-amerikanischer Basketballspieler
- Powell, Julie (1973–2022), US-amerikanische Autorin
- Powell, Katrina (* 1972), australische Hockeyspielerin
- Powell, Keith (* 1979), US-amerikanischer Schauspieler
- Powell, Kenneth (1885–1915), britischer Hürdenläufer und Tennisspieler
- Powell, Kenneth (1940–2022), indischer Leichtathlet
- Powell, Lazarus W. (1812–1867), US-amerikanischer Politiker
- Powell, Lee (1908–1944), US-amerikanischer Schauspieler und Cowboydarsteller
- Powell, Leven (1737–1810), US-amerikanischer Politiker
- Powell, Lewis (1844–1865), US-amerikanischer AttentäterLewis Powell (1844–1865)

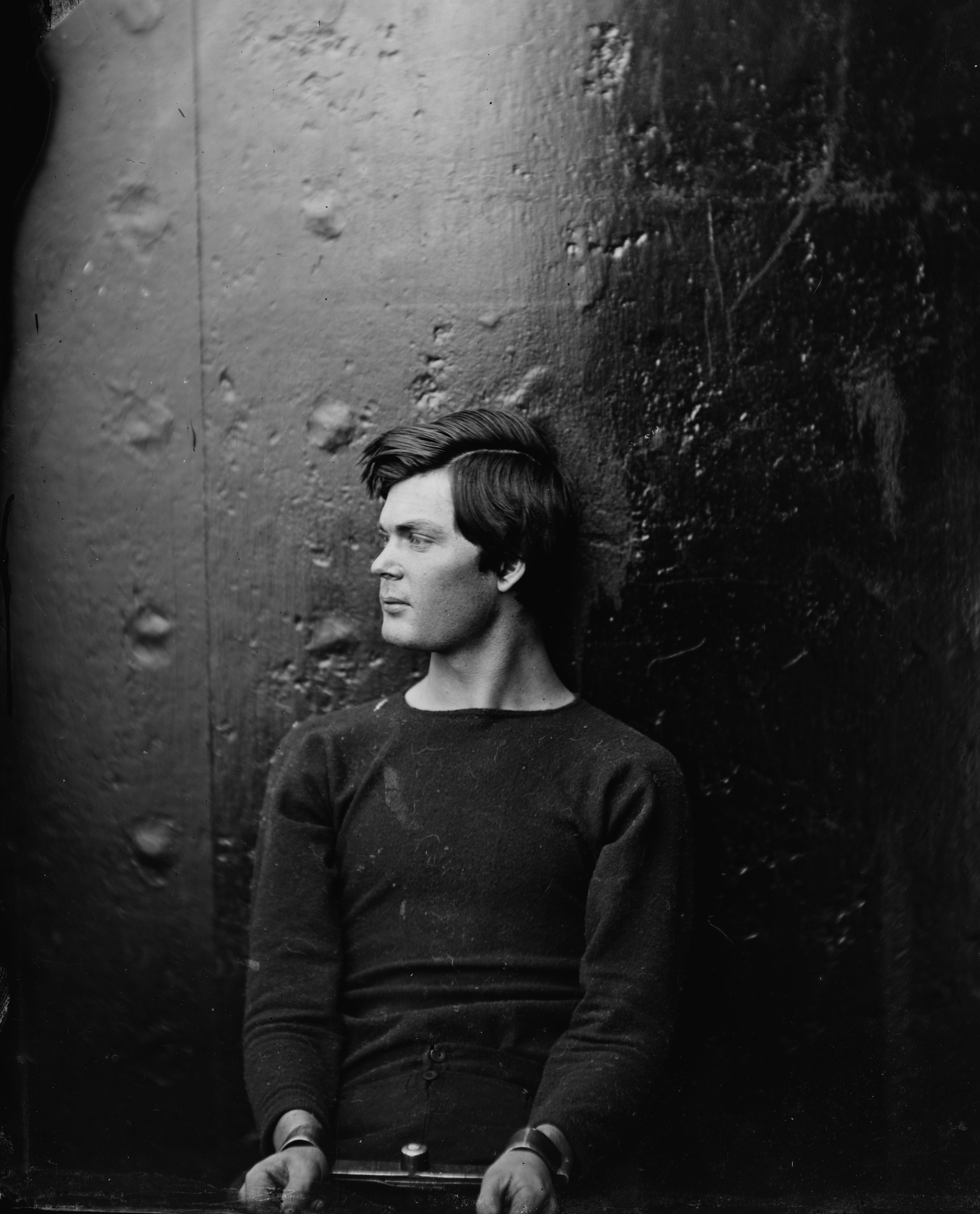
Lewis Powell (1844–1865)

- Powell, Lewis F. (1907–1998), US-amerikanischer Jurist und Richter am Obersten Gerichtshof der Vereinigten Staaten
- Powell, Lisa (* 1970), australische Hockeyspielerin
- Powell, Louise (1882–1956), britische Keramikerin und Kalligrafin
- Powell, Lucy (* 1974), britische Politikerin
- Powell, Magnus (* 1974), schwedischer Fußballspieler
- Powell, Marcel (* 1982), brasilianischer Gitarrist
- Powell, Marshawn (* 1990), US-amerikanischer Basketballspieler
- Powell, Maud (1867–1920), US-amerikanische Violinistin
- Powell, Mel (1923–1998), US-amerikanischer Jazz-Pianist und Komponist
- Powell, Micha (* 1995), kanadische Leichtathletin
- Powell, Michael (1905–1990), britischer Filmregisseur
- Powell, Michael (* 1982), US-amerikanischer Lacrosse-Spieler
- Powell, Michael J. D. (1936–2015), britischer Mathematiker
- Powell, Mike (* 1963), US-amerikanischer LeichtathletMike Powell (* 1963)

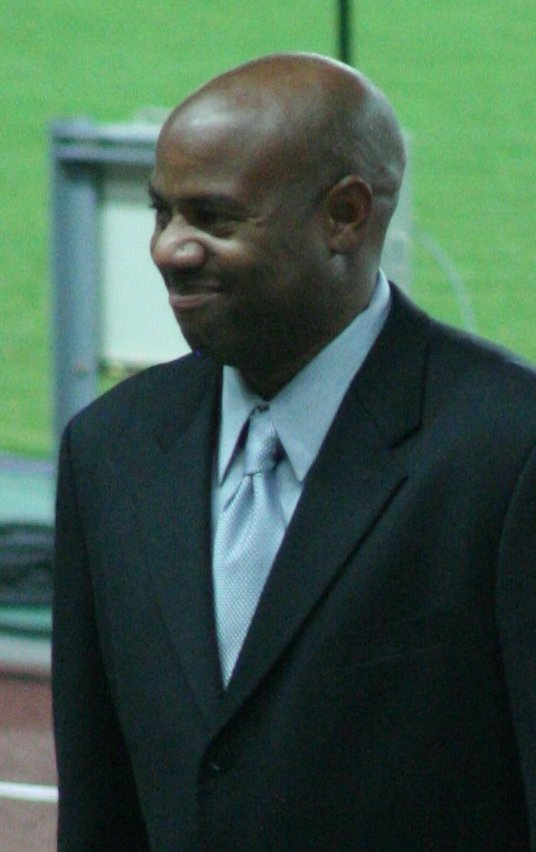
Mike Powell (* 1963)

- Powell, Morgan (* 1938), US-amerikanischer Komponist, Jazz-Posaunist und Musikpädagoge
- Powell, Nancy Jo (* 1947), US-amerikanische Diplomatin
- Powell, Natalie (* 1990), britische Judoka
- Powell, Nick (* 1994), englisch Fußballspieler
- Powell, Nicole (* 1982), US-amerikanische Basketballspielerin
- Powell, Norman (* 1993), US-amerikanischer Basketballspieler
- Powell, Olivia (* 1967), deutsch-amerikanische Moderatorin und Synchronsprecherin
- Powell, Padgett (* 1952), US-amerikanischer Schriftsteller
- Powell, Paulus (1809–1874), US-amerikanischer Politiker
- Powell, Rice (* 1955), US-amerikanischer Manager, Vorstandsvorsitzender von Fresenius Medical Care
- Powell, Richard P. (1908–1999), US-amerikanischer Schriftsteller
- Powell, Richie (1931–1956), amerikanischer Jazzmusiker
- Powell, Robert (* 1944), britischer Schauspieler
- Powell, Robert (* 1948), US-amerikanischer Herpetologe
- Powell, Robert Branks (1881–1917), kanadischer Tennisspieler
- Powell, Roger (* 1983), US-amerikanischer Basketballspieler
- Powell, Roger A., englischer Badmintonspieler
- Powell, Ron (1929–1992), walisischer Fußballtorwart
- Powell, Ronnie, englischer Fußballspieler
- Powell, Rovman (* 1993), Cricketspieler der West Indies
- Powell, Roy (* 1965), britischer Jazzpianist
- Powell, Rudy (1907–1976), US-amerikanischer Jazzsaxophonist
- Powell, Ryan (* 1978), US-amerikanischer Lacrosse-Spieler
- Powell, Samuel (1776–1841), US-amerikanischer Politiker
- Powell, Sandy (* 1960), britische Kostümbildnerin
- Powell, Sechew (* 1979), US-amerikanischer Boxer
- Powell, Seldon (1928–1997), US-amerikanischer Tenorsaxophonist und Flötist
- Powell, Sidney (* 1955), US-amerikanische Juristin und Anwältin
- Powell, Specs (1922–2007), US-amerikanischer Jazz-Schlagzeuger des Swing und Bop
- Powell, Stacie (* 1985), britische Wasserspringerin
- Powell, Steve (* 1955), englischer Fußballspieler und -trainer
- Powell, Susan (* 1947), US-amerikanische Schauspielerin
- Powell, Teddy (1905–1993), US-amerikanischer Jazz-Musiker und Bigband-Leader
- Powell, Thomas (* 1986), australischer Eishockeyspieler
- Powell, Thomas George Eyre (1916–1975), britischer Prähistoriker
- Powell, Thomas Reed (1880–1955), US-amerikanischer Rechts- und Politikwissenschaftler
- Powell, Tim (* 1979), britischer Songschreiber, Musikproduzent und Mixer
- Powell, Tiny (1922–1984), US-amerikanischer Gospel- und Bluessänger
- Powell, Tony (* 1943), kanadischer Sprinter
- Powell, Walter E. (1931–2020), US-amerikanischer Politiker (Republikanische Partei)
- Powell, Walter W. (* 1951), amerikanischer Soziologe und Professor an der Stanford University
- Powell, Wesley (1915–1981), US-amerikanischer Politiker
- Powell, William (1892–1984), US-amerikanischer Schauspieler
- Powell, William (1942–1977), US-amerikanischer Soulsänger
- Powell, William Henry (1823–1879), US-amerikanischer Historien- und Porträtmaler
- Powell, Zeb (* 2000), US-amerikanischer Snowboarder
- Powelson, Stephen (1917–1994), US-amerikanischer Buchhalter und Rezitator der Ilias
- Power Biggs, Edward (1906–1977), US-amerikanischer Konzertorganist
- Power y Giralt, Ramón (1775–1813), puerto-ricanischer Admiral und Politiker
- Power, Amy (* 1980), australisch-österreichische Musikerin und Hochschullehrerin
- Power, Camilla (* 1976), irische Film- und Theaterschauspielerin
- Power, Cat (* 1972), US-amerikanische Country-MusikerinCat Power (* 1972)
- Power, Chad (* 1984), US-amerikanischer Schauspieler
- Power, Charles (1878–1953), irischer Hockeyspieler
- Power, Charles Gavan (1888–1968), kanadischer Politiker, Unterhausmitglied, Bundesminister, Bundessenator
- Power, Ciarán (* 1976), irischer Radrennfahrer
- Power, Dave (1928–2014), australischer Leichtathlet
- Power, David N. (1932–2014), irischer Liturgiewissenschaftler
- Power, Duffy (1941–2014), britischer Pop- und Blues-Sänger
- Power, Edward (1936–2021), US-amerikanischer Schauspieler
- Power, Eileen (1889–1940), britische Wirtschaftshistorikerin
- Power, Jennie Wyse (1858–1941), irische Aktivistin, Frauenrechtlerin und Politikerin
- Power, Jonathon (* 1974), kanadischer Squashspieler
- Power, Karen (* 1977), irische Komponistin, Improvisatorin und Musikvermittlerin
- Power, Kevin, kanadischer Sänger und Schauspieler
- Power, Leonel († 1445), englischer Komponist und Musiktheoretiker
- Power, Luke (* 2004), australischer Motorradrennfahrer
- Power, Michael (1804–1847), kanadischer Geistlicher, römisch-katholischer Bischof von Toronto
- Power, Nadia (* 1998), irische Mittelstreckenläuferin
- Power, Nancy Wyse (1889–1963), irische Keltologin, Diplomatin und Nationalistin
- Power, Owen (* 2002), kanadischer Eishockeyspieler
- Power, Paddy (1928–2013), irischer Politiker, MdEP
- Power, Patrick (* 1942), australischer Geistlicher, emeritierter Weihbischof in Canberra-Goulburn
- Power, Paul (* 1953), englischer Fußballspieler
- Power, Peter (* 1966), irischer Politiker (Fianna Fáil)
- Power, Romina (* 1951), italienisch-US-amerikanische Sängerin und SchauspielerinRomina Power (* 1951)

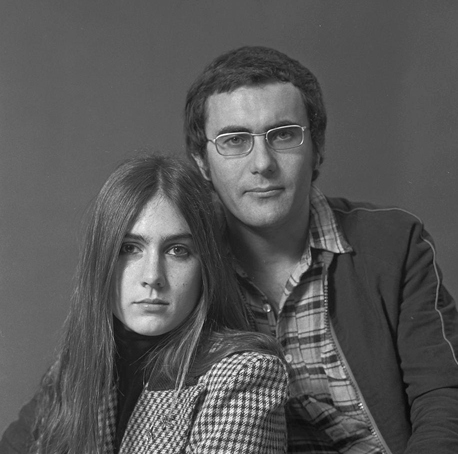
Romina Power (* 1951)

- Power, Samantha (* 1970), irisch-US-amerikanische Journalistin, Autorin und Wissenschaftlerin
- Power, Sarah (* 1986), kanadische Schauspielerin
- Power, Seán (* 1960), irischer Politiker
- Power, Seon (* 1984), Fußballspieler aus Trinidad und Tobago
- Power, Taryn (1953–2020), US-amerikanische Schauspielerin
- Power, Ted (1948–2010), deutscher Schlagersänger
- Power, Teobaldo (1848–1884), spanischer Komponist
- Power, Thomas Charles (1839–1923), US-amerikanischer Politiker
- Power, Thomas S. (1905–1970), US-amerikanischer Offizier, General der US Air Force
- Power, Tyrone (* 1797), irischer Schauspieler
- Power, Tyrone (1914–1958), US-amerikanischer Film- und TheaterschauspielerTyrone Power (1914–1958)

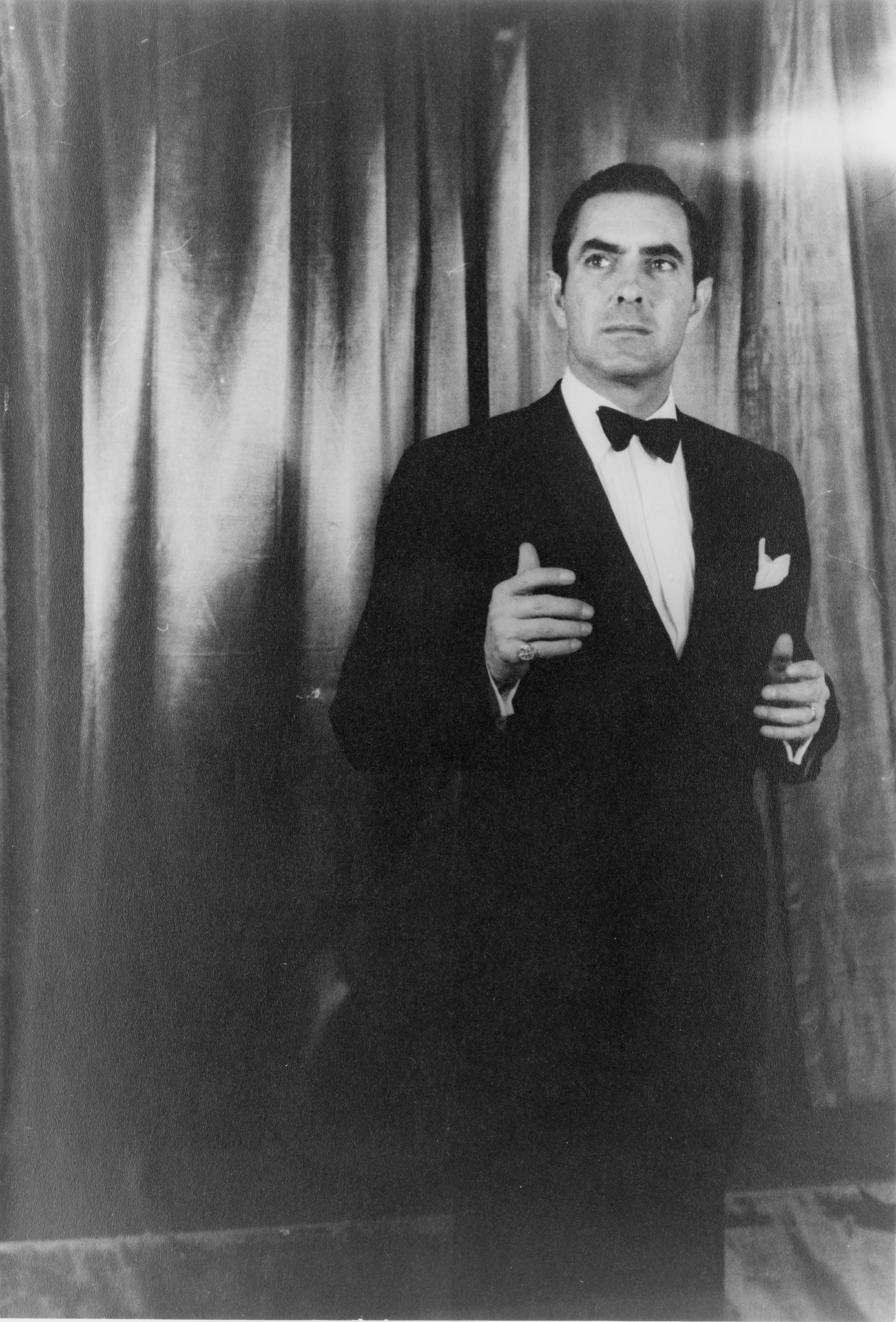
Tyrone Power (1914–1958)

- Power, Tyrone Jr. (* 1959), US-amerikanischer Schauspieler
- Power, Tyrone, Sr. (1869–1931), britisch-amerikanischer Schauspieler
- Power, W. Tyrone (1819–1911), britischer Künstler, Soldat und Autor
- Power, Will (* 1981), australischer Automobilrennfahrer
- Power, William Edward (1915–2003), kanadischer Geistlicher, katholischer Bischof
- Power-Forde, Ann (* 1962), irische Juristin und Richterin am Europäischen Gerichtshof für Menschenrechte
- Powernow, Alexander (* 1978), deutscher Boxer
- Powers, Alexandra (* 1967), US-amerikanische Schauspielerin
- Powers, Alison (* 1979), US-amerikanische Radrennfahrerin
- Powers, Beverly (* 1939), US-amerikanische Burlesque-Tänzerin, Stripperin und Schauspielerin
- Powers, Bridget (* 1980), US-amerikanische Pornodarstellerin, Filmschauspielerin und Rockmusikerin
- Powers, Caleb (1869–1932), US-amerikanischer Politiker
- Powers, Charlie, US-amerikanischer Cellist
- Powers, Chris (* 1985), US-amerikanisch-kroatischer Eishockeyspieler
- Powers, D. Lane (1896–1968), US-amerikanischer Politiker
- Powers, Dillon (* 1991), US-amerikanischer Fußballspieler
- Powers, Dudley (1911–2004), US-amerikanischer Cellist, Dirigent und Musikpädagoge
- Powers, Ed (* 1954), US-amerikanischer Pornodarsteller, -regisseur und -produzent
- Powers, Fiddlin’ (1877–1953), US-amerikanischer Old-Time-Musiker
- Powers, Francis Gary (1929–1977), US-amerikanischer PilotFrancis Gary Powers (1929–1977)

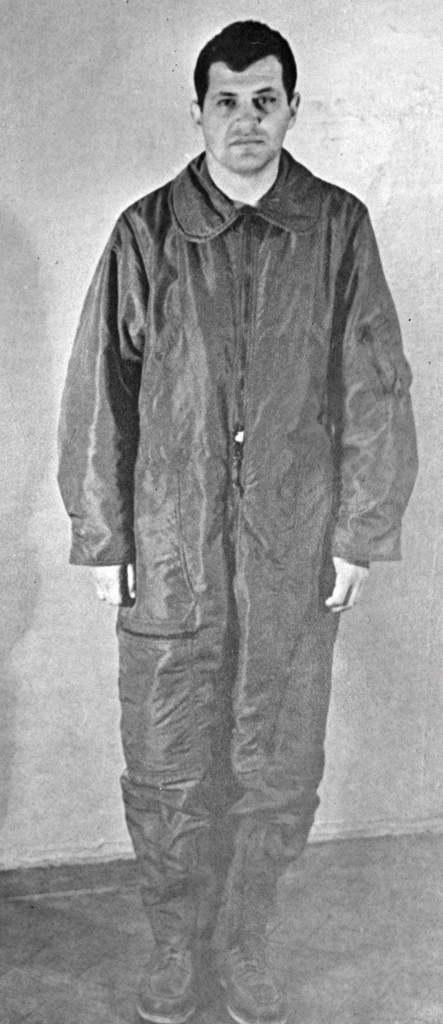
Francis Gary Powers (1929–1977)

- Powers, Frederick A. (1855–1923), US-amerikanischer Richter und Politiker
- Powers, Gershom (1789–1831), US-amerikanischer Jurist und Politiker
- Powers, H. Henry (1835–1913), US-amerikanischer Jurist und Politiker
- Powers, Harold J. (1900–1996), US-amerikanischer Politiker
- Powers, Hiram (1805–1873), US-amerikanischer Bildhauer des Klassizismus
- Powers, J. F. (1917–1999), US-amerikanischer römisch-katholischer Schriftsteller
- Powers, James Patrick (* 1953), US-amerikanischer Geistlicher und römisch-katholischer Bischof von Superior
- Powers, Jeff (* 1980), US-amerikanischer Wasserballspieler
- Powers, Jeremy (* 1983), US-amerikanischer Cyclocrossfahrer
- Powers, Joey (1934–2017), US-amerikanischer Popmusik-Sänger
- Powers, John (* 1957), US-amerikanischer Wissenschaftler
- Powers, Johnny (1938–2023), amerikanischer Rockabilly-Sänger
- Powers, Keith (* 1992), US-amerikanischer Schauspieler und Model
- Powers, Kemp, US-amerikanischer Dramatiker und Drehbuchautor
- Powers, Llewellyn (1836–1908), US-amerikanischer Politiker
- Powers, Longworth (1835–1904), US-amerikanischer Fotograf und Bildhauer
- Powers, Mala (1931–2007), US-amerikanische Schauspielerin
- Powers, Marc (* 1990), US-amerikanischer Tennisspieler
- Powers, Margaret Fishback, Verfasserin eines Gedichts
- Powers, Ollie (1886–1928), US-amerikanischer Musiker (Gesang, Schlagzeug) und Bandleader des Chicago Jazz
- Powers, Patrick (* 1958), US-amerikanischer Volleyball- und Beachvolleyballspieler
- Powers, Richard (* 1957), US-amerikanischer SchriftstellerRichard Powers (* 1957)

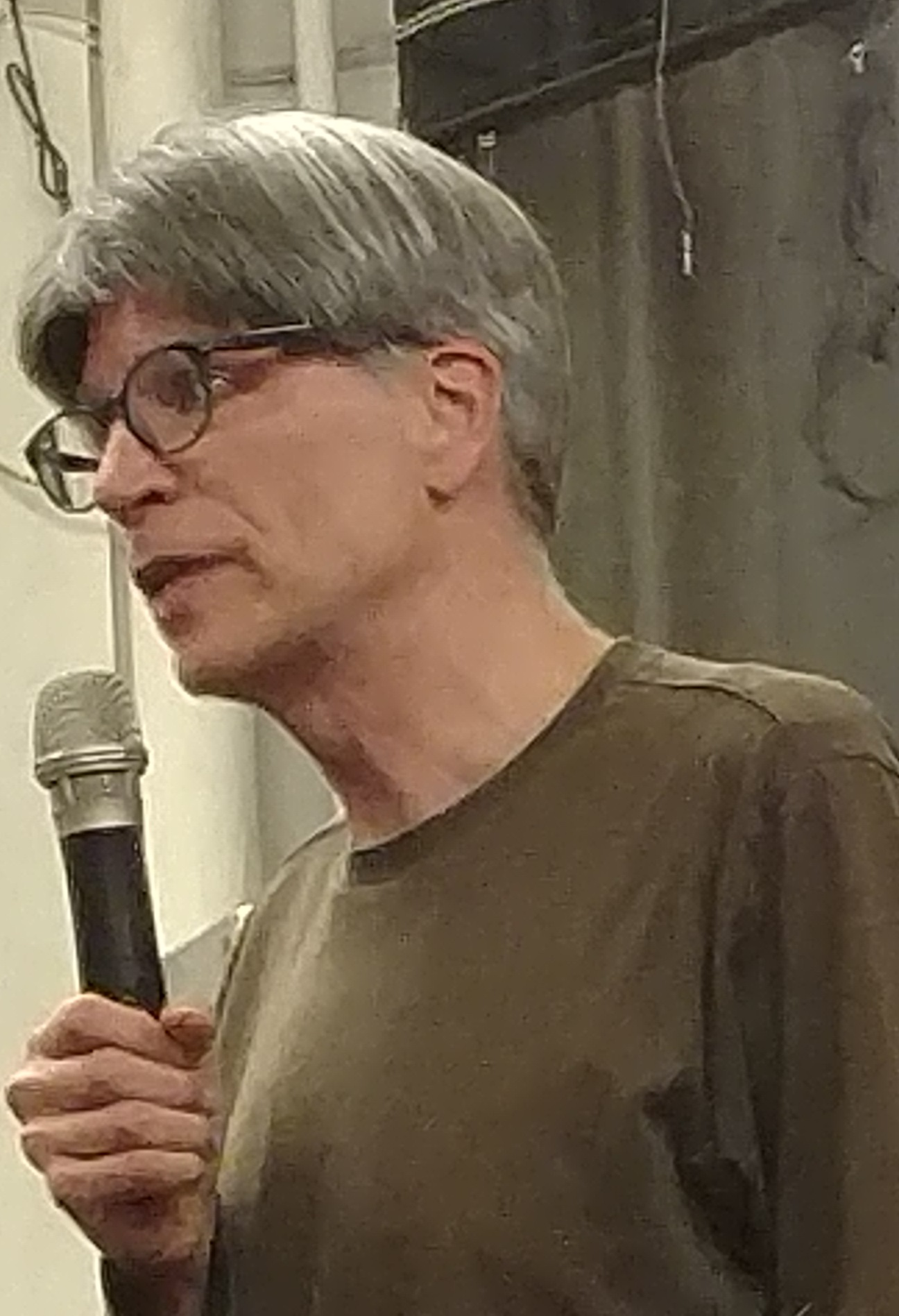
Richard Powers (* 1957)

- Powers, Ridgley C. (1836–1912), US-amerikanischer Politiker
- Powers, Ross (* 1979), US-amerikanischer Snowboarder und Olympiasieger
- Powers, Samuel L. (1848–1929), US-amerikanischer Politiker
- Powers, Stefanie (* 1942), US-amerikanische SchauspielerinStefanie Powers (* 1942)

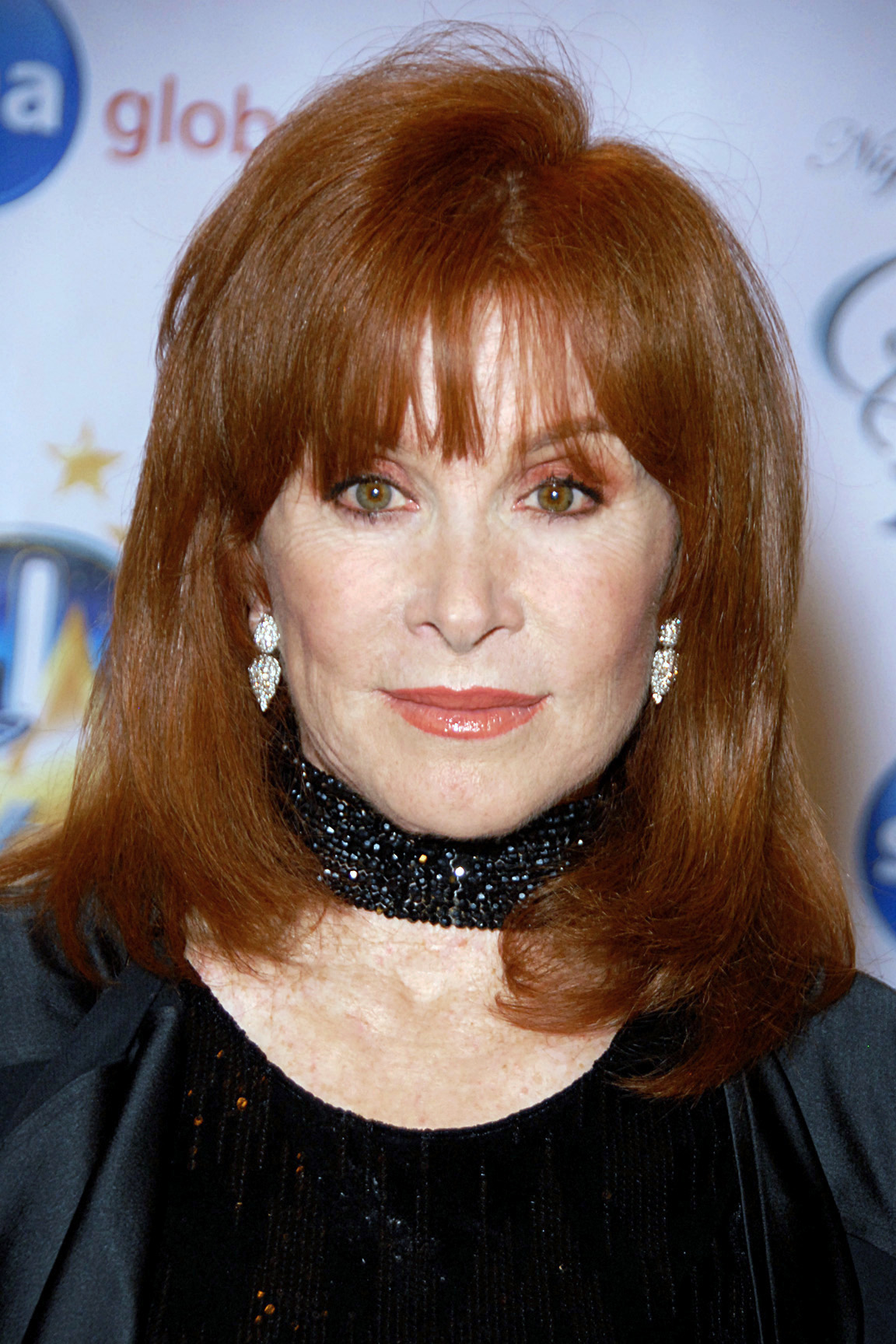
Stefanie Powers (* 1942)

- Powers, Stephen (1840–1904), US-amerikanischer Journalist und Anthropologe
- Powers, Tim (* 1952), US-amerikanischer Science-Fiction-Autor
- Powers, Tom (1890–1955), US-amerikanischer Schauspieler
- Powers-Johnson, Jackson (* 2003), US-amerikanischer American-Football-Spieler
- Powetkin, Alexander Wladimirowitsch (* 1979), russischer Boxer

### Powf
- Powfu (* 1999), kanadischer Rapper

### Powi
- Powicke, Frederick Maurice (1879–1963), britischer Mittelalterhistoriker
- Powierza, Anna (* 1978), polnische Schauspielerin und ein Model
- Powileit, Tina (* 1959), deutsche Rock-Schlagzeugerin
- Powilleit, Marion (* 1988), deutsche Basketballspielerin
- Powis, Lynn (* 1949), kanadischer Eishockeyspieler und -trainer
- Powitz, Gerhardt (1930–2020), deutscher Germanist, Buchwissenschaftler und Handschriftenforscher

### Powl
- Powlesland, Alfred (1875–1941), britischer Cricketspieler
- Powless, Neilson (* 1996), US-amerikanischer Radrennfahrer
- Powlett, Charles, 2. Baron Bayning (1785–1823), britischer Peer und Politiker (Tories)
- Powley, Bel (* 1992), britische Schauspielerin in Film und FernsehenBel Powley (* 1992)

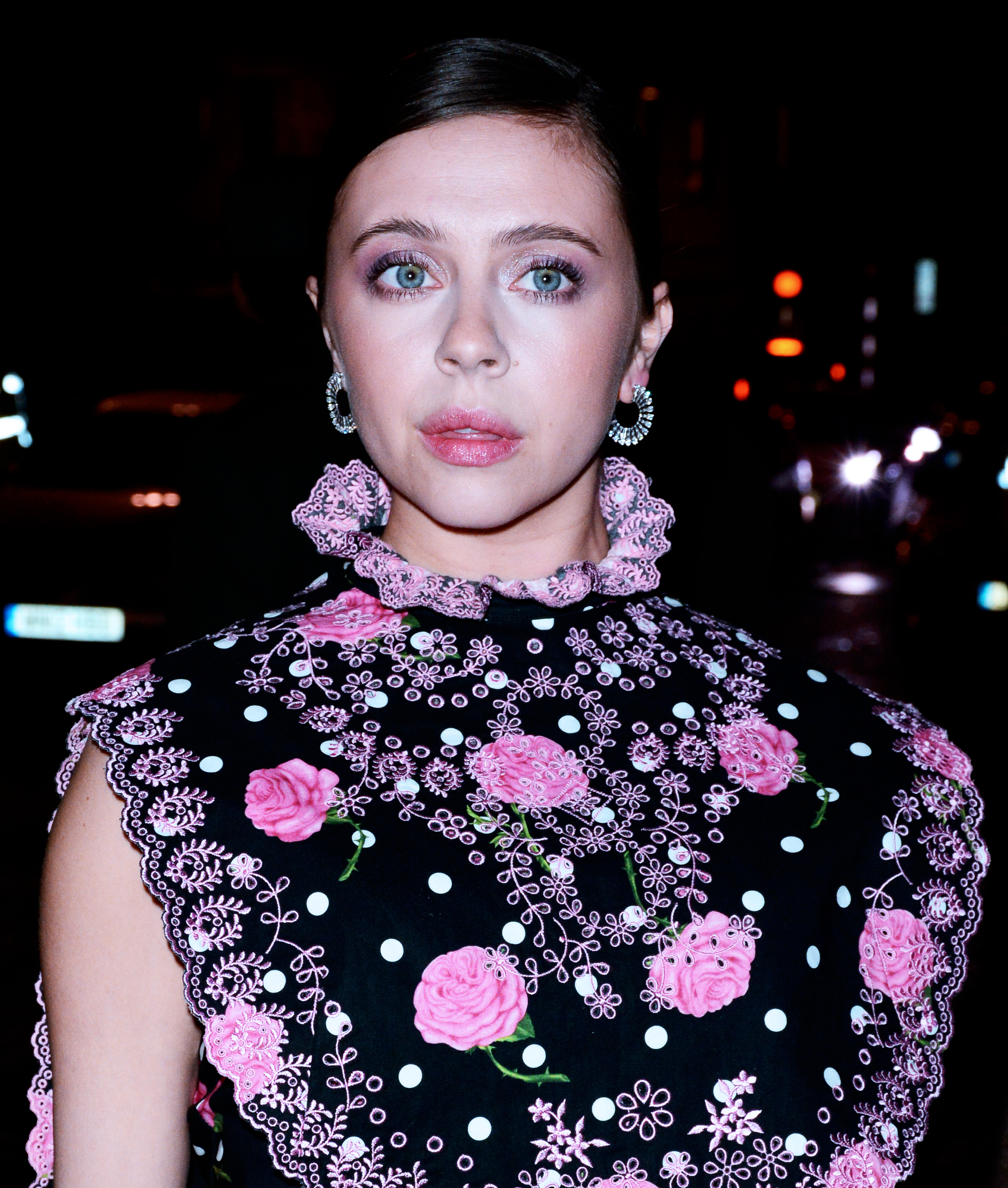
Bel Powley (* 1992)

### Pown
- Pownall, Henry Royds (1887–1961), britischer Generalleutnant
- Pownall, Leon (1943–2006), kanadischer Schauspieler, Autor und Schauspiellehrer
- Pownall, Thomas († 1805), britisch-amerikanischer Politiker
- Pownceby, Soulan (* 1975), neuseeländischer Boxer

### Powo
- Powolny, Anton (1899–1961), österreichischer Fußballspieler
- Powolny, Michael (1871–1954), österreichischer Keramikdesigner und Bildhauer
- Powolny, Siegfried (1915–1944), österreichischer Feldhandballspieler

### Powr
- Powrie, Fiona (* 1963), britische Biochemikerin und Immunologin
- Powrie, Olivia (* 1987), neuseeländische Seglerin
- Powroslo, Felix (* 1976), deutscher Sänger, Schauspieler sowie Gesangspädagoge und Bühnencoach

### Pows
- Powser, Karin (* 1948), deutsche Fotografin

### Powt
- Powter, Daniel (* 1971), kanadischer Popmusiker

### Powy
- Powys, John Cowper (1872–1963), walisischer Dichter und Schriftsteller
- Powys, Thomas, 4. Baron Lilford (1833–1896), britischer Aristokrat und Ornithologe